# Веселе (Марківська селищна громада)
Весе́ле — село в Україні, у Марківській селищній громаді Старобільського району Луганської області. Населення становить 395 осіб.